# SES-17
SES-17 ist ein kommerzieller Kommunikationssatellit des Satellitenbetreibers SES S.A. mit Sitz in Luxemburg.

## Technische Daten
Im September 2016 bestellte SES bei Thales Alenia Space einen neuen, modernen Kommunikationssatelliten für ihre SES-Satellitenflotte. Thales Alenia baute SES-17 auf Basis ihres rein elektrischen Spacebus-Neo-Satellitenbusses. Er besitzt eine Hochleistungs-Ka-Band-Transpondernutzlast, eine geplante Lebensdauer von etwa 15 Jahren und wird durch zwei Solarmodule und Batterien mit Strom versorgt. Des Weiteren ist er dreiachsenstabilisiert und wiegt ca. 6,4 Tonnen.

## Missionsverlauf
SES S.A. gab im September 2017 bekannt, dass sie Arianespace für den Start von SES-17 beauftragt hatten. Er erfolgte nach mehreren Verzögerungen bei der Lieferung am 24. Oktober 2021 auf einer Ariane-5-Trägerrakete vom Raumfahrtzentrum Guayana zusammen mit dem französischen Militärsatelliten Syracuse 4A. SES-17 erreichte seinen Zielorbit im Mai 2022 und wurde nach mehreren Tests im Juni 2022 in Betrieb genommen. Von seiner geostationären Position bei 67° West deckt er Nord-, Mittel-, Südamerika und die Karibik ab.